# 高等教育金融公会
高等教育金融公会， 英语简称COFHE，是一个拥有三十五个私立高等学校的组织。形成于1970年代中期。
高等教育金融公会总部位于麻省剑桥市的麻省理工学院。华盛顿的办事处坐落在约翰霍普金斯大学位于华盛顿特区的保罗尼采高等国际研究学院 。 公会现任主席是克里斯汀·狄龙.

## 成员
- 阿默斯特学院
- 巴纳德大学
- 鲍登学院
- 布朗大学
- 布林莫尔学院
- 加利福尼亞理工學院
- 卡尔顿大学
- 哥伦比亚大学
- 康奈尔大学
- 达特茅斯学院
- 杜克大学
- 乔治城大学
- 哈佛大学
- 约翰霍普金斯大学
- 麻省理工学院
- 明德大学
- 曼荷莲学院
- 西北大学
- 欧柏林学院
- 波莫纳学院
- 普林斯顿大学
- 赖斯大学
- 史密斯学院
- 斯坦福大学
- 斯沃思莫尔大学
- 圣三一学院
- 芝加哥大学
- 宾夕法尼亚大学
- 罗彻斯特大学
- 范德堡大学
- 圣路易斯华盛顿大学
- 韦尔斯利学院
- 維思大學
- 威廉姆斯学院
- 耶鲁大学

## 外部联接
- COFHE官方网站 （页面存档备份，存于）